# Proserpinaca amblygona
Proserpinaca amblygona là một loài thực vật có hoa trong họ Haloragaceae. Loài này được (Fernald) Small miêu tả khoa học đầu tiên năm 1933.